# Manuel Adorni
Manuel Adorni (La Plata,  Provincia de Buenos Aires, Argentina; 28 de febrero de 1980) es un analista económico, periodista, y político argentino, miembro de la coalición política La Libertad Avanza. Desde el 10 de diciembre de 2023 ocupa el cargo de vocero de la Presidencia de la Nación Argentina, y desde el 18 de septiembre de 2024 como su Secretario de Comunicación y Medios. En las elecciones legislativas del 18 de mayo de 2025, fue el candidato más votado a legislador de la Ciudad Autónoma de Buenos Aires por La Libertad Avanza, obteniendo el 30,1 % de los votos.

## Biografía
Manuel Adorni nació el 28 de febrero de 1980, en la ciudad argentina de La Plata, Provincia de Buenos Aires.
Durante su adolescencia, en los años 90, fue activo en las redes digitales de comunicación antes de la llegada de Internet a la Argentina. Fue operador de un sistema de Bulletin Board System de la red FidoNet llamado Momia BBS, que mantuvo activo durante muchos años.
Tras comenzar estudios en la Facultad de Ciencias Económicas de la Universidad Nacional de La Plata cursó estudios de Contabilidad pública,  docencia en la Universidad Argentina de la Empresa en donde se recibió en 2012. 

### Trayectoria
En su trayectoria docente, dio clases en la Universidad Abierta Interamericana y ejerció como profesor de la Escuela Superior de Economía y Administración de Empresas.
En su carrera en el periodismo, era columnista habitual del diario Infobae y en programas de radio en la emisora Radio Rivadavia donde también conducía «No va más» los sábados de 13 a 15 horas. También tuvo un paso por el canal de noticias La Nación +, América (en el programa Intratables), A24 y conducía su programa en Canal Metro.

## Vida política
En el año 2019 Adorni funda junto a un grupo derechistas argentinos el partido político «Uni2», que luego de una fusión con otros espacios de derecha, en 2020 pasó a llamarse Republicanos Unidos. Las elecciones del 2021 fueron las primeras en las que el partido participó, pero Adorni no fue candidato a ningún cargo. 

### Vocero de la Presidencia
En noviembre del año 2023, tras la victoria de la fórmula de Javier Milei en las elecciones presidenciales y la negativa de Marina Calabró al ofrecimiento para el puesto, fue anunciado como futuro vocero presidencial. Asumió el cargo el 10 de diciembre del mismo año, con el inicio de la administración. Al día siguiente, brindó su primera conferencia en la Casa Rosada.
En febrero de 2024, su puesto dejó de depender de la Secretaría de Prensa de la Presidencia de la Nación, para pasar a depender de la Secretaría General de la Presidencia de la Nación, comandada por Karina Milei. En abril del mismo año fue ascendido, pasando a tener el rango y jerarquía de un secretario de Estado.
El martes 18 de junio de 2024, Adorni declaró sobre las empresas públicas de comunicación de Argentina que el plan para las mismas es privatizarlas y sostuvo que «Télam se está desmantelando desde el día que lo anuncié y con el resto de los medios públicos pasan a depender de Comunicación, área de la que soy responsable».
El jueves 27 de marzo de 2025 anunció que será candidato a las elecciones de la legislatura de la ciudad de Buenos Aires, en representación de La Libertad Avanza (coalición).

## Vida privada
Adorni está casado con Bettina Angeletti y tiene dos hijos. Tiene un hermano, Francisco Jorge Adorni, un contador público que actualmente se desempeña como titular de Auditoría en el ministerio de Defensa.

## Historial electoral
| Año  | Candidatura                             | Coalición política | Elección | Votos   | Porcentaje       | Resultado |
| ---- | --------------------------------------- | ------------------ | -------- | ------- | ---------------- | --------- |
| 2025 | Legislador de la ciudad de Buenos Aires |                    | General  | 495 966 | \| \| 30.13 % \| | Electo    |
| 2025 | Legislador de la ciudad de Buenos Aires | 30.13 %            |          |         |                  |           |